# Ajt Bin Haddu
Ajt Bin Haddu (arab. ‏آيت بن حدو‎, fr. Aït-Ben-Haddou) – ufortyfikowana osada (ksar) w Maroku, leżąca ok. 30 km na północny zachód od miasta Warzazat, wpisana w 1987 na listę światowego dziedzictwa UNESCO. Osada położona jest na zboczu wzgórza nad porośniętymi palmowym gajem brzegami rzeki Warzazat. 
Nie wiadomo, kiedy dokładnie powstała osada, chociaż musiała już istnieć w XVI wieku. Ze względu na swoje położenie między Marrakeszem a Warzazatem miała w przeszłości duże znaczenie jako miasto handlowe na trasie karawan. Osada podupadła, kiedy otwarły się szlaki wzdłuż wybrzeży Afryki Zachodniej. Ostateczny kres świetności Ajt Bin Haddu położyli Francuzi, budując nowoczesną drogę przez przełęcz Tiszka. Większość ludzi mieszka dzisiaj poza terenem fortyfikacji, jednak kilka rodzin wciąż zamieszkuje kazby.

## Nazwa
Współczesna nazwa Ajt Bin Haddu pochodzi od Amghara Ben Haddou, dawnego przywódcy berberyjskiego, wcześniej miejsce to nazywano inaczej.

## Architektura
Ajt Bin Haddu zbudowany jest z ubitej ziemi, gliny, cegieł glinianych i drewna. Wykonano go ze sprasowanej ziemi i błota, zazwyczaj zmieszanych z innymi materiałami, aby zwiększyć przyczepność. Konstrukcje Ajt Ben Haddu i innych kasb oraz ksarów w tym regionie Maroka zazwyczaj wykorzystywały mieszankę ziemi i słomy, która była stosunkowo przepuszczalna i z czasem łatwo ulegała erozji pod wpływem deszczu.

## Kultura
Ze względu na malowniczość osady kręcono tu szereg filmów, m.in.:
- Klejnot Nilu (1985)
- Gladiator (2000)
- Aleksander (2004)
- Królowa pustyni (2015)
- Gra o tron (jako miasto Yunkai)